# Ariane Friedrich
Ariane Friedrich-Lange (* 10. Januar 1984 in Nordhausen, Thüringen) ist eine ehemalige deutsche Hochspringerin.
Ihre größten sportlichen Erfolge sind der Gewinn der Halleneuropameisterschaften 2009 in Turin (2,01 m) und die Silbermedaille bei den Weltmeisterschaften 2009 in Berlin. Des Weiteren siegte sie bei den U20-Junioreneuropameisterschaften 2003, bei der Universiade 2009 in Belgrad, den Deutschen Meisterschaften in den Jahren 2004, 2007, 2008 und 2009, den Deutschen Hallenmeistertitel in den Jahren 2004, 2006, 2007 und 2012, gewann die Silbermedaille bei der Universiade 2007 in Bangkok und belegte jeweils den dritten Platz bei der Universiade in Izmir und den U23-Junioreneuropameisterschaften in Erfurt im Jahr 2005.

## Berufsweg
Ariane Friedrich gehörte der Sportfördergruppe der hessischen Polizei an, in der sie ihr Studium zur Polizeikommissarin an der Verwaltungsfachhochschule Hessen abgeschlossen hat. Im Dezember 2015 wechselte sie an das Bildungszentrum der Thüringer Polizei in Meiningen, wo sie sich in der Sportfördergruppe „Sommer“ für die Qualifikation zu den Olympischen Spielen in Rio de Janeiro vorbereitete. Neben ihrem Privatleben als Mutter arbeitet die gelernte Kriminalkommissarin in der Nachwuchsgewinnung bei der Thüringer Polizei.

## Sportliche Karriere
Friedrich war bis 2007 nicht über 1,93 m hinausgekommen und eine Springerin von überwiegend nationaler Bedeutung. In der Hallensaison steigerte sie sich auf 2,02 m, wurde aber bei den Hallenweltmeisterschaften in Valencia nur Achte. In der Freiluftsaison stellte sie beim Leichtathletik-Europacup in Annecy am 22. Juni 2008 mit 2,03 m eine persönliche Bestleistung auf und startete bei den Olympischen Spielen 2008 als Medaillenkandidatin. Obwohl ihr zunächst die Sprünge über 1,85 m, 1,93 m und 1,96 m im ersten Versuch gelangen, schied sie mit dreimal gerissenen 1,99 m vorzeitig aus und wurde zunächst Siebte. Durch die nachträgliche Disqualifizierung aufgrund positiver Dopingbefunde dreier Hochspringerinnen (Anna Tschitscherowa, Jelena Slesarenko und Wita Palamar), ist sie nun auf Platz vier bei den olympischen Spielen in Peking.
Im folgenden Jahr verbesserte sie in der Halle am 15. Februar 2009 in Karlsruhe ihre Bestleistung auf 2,05 m und triumphierte bei den Halleneuropameisterschaften 2009, als sie ihre große Rivalin Blanka Vlašić deutlich besiegte. Beim Internationalen Stadionfest Berlin steigerte sie im Duell mit Vlašić am 14. Juni 2009 den Deutschen Freiluftrekord von Heike Henkel auf 2,06 m. Sie liegt damit auf dem geteilten fünften Rang der ewigen Weltbestenliste.
Friedrich blieb 2009 lange ungeschlagen, um dann von Blanka Vlašić in Monaco besiegt zu werden. Das große Duell bei den Weltmeisterschaften in Berlin erweiterte sich zu einem Dreikampf mit der Russin Anna Tschitscherowa. Friedrich konnte zwar 2,02 m überspringen, ihr blieb aber zunächst nur die Bronzemedaille. Durch die Disqualifikation Tschitscherowas wurde ihr 2018 nachträglich die Silbermedaille zuerkannt, welche ihr dann am 1. September 2019 beim ISTAF überreicht wurde. Die Saison 2009 brach Friedrich nach zwei Wettkämpfen mit Ergebnissen weit unter ihrem Niveau ab.
2010 errang Friedrich die Bronzemedaille bei den Europameisterschaften in Barcelona mit einer Höhe von 2,01 m. Am 22. Dezember 2010 zog sie sich im Training einen Achillessehnenriss zu. Damit konnte sie in der Hallensaison 2010/2011 keine Wettkämpfe bestreiten, auch auf die Teilnahme an den Weltmeisterschaften 2011 in Daegu musste sie verzichten. Im Oktober 2011 wurde bekannt, dass sie einen geplanten Trainingsaufenthalt in Katar absagen musste, da sie als weibliche Athletin in der Aspire Academy for Sports Excellence „unerwünscht“ sei.
2012 wurde sie aufgrund erfüllter B-Norm vom DOSB für die Olympischen Spiele in London nominiert, verpasste dort allerdings mit 1,93 m das Finale.
An den Leichtathletik-Weltmeisterschaften 2013 konnte sie wegen einer Knieverletzung nicht teilnehmen. Seit den Olympischen Spielen in London 2012 hatte Friedrich wegen Verletzungsproblemen keine großen Meisterschaften mehr bestritten und startete nach der Babypause 2015 ein Comeback in der folgenden Hallensaison.
2016 kam Friedrich bei den Deutschen Hallenmeisterschaften auf den 3. Platz und belegte bei den Deutschen Meisterschaften mit 1,84 m den 4. Platz, verletzte sich jedoch und musste die Hoffnungen auf eine Teilnahme an den Olympischen Spielen in Rio de Janeiro aufgeben.
Am 22. Juli 2018 wurde sie vom Deutschen Leichtathletik-Verband (DLV) im Rahmen der Deutschen Meisterschaften in Nürnberg offiziell aus der Nationalmannschaft verabschiedet.

## Vereinszugehörigkeiten
In der Jugend trainierte Friedrich bei der LG Kaufungen, danach trat sie für den TV Hessisch Lichtenau an. Seit 2003 startete sie für die LG Eintracht Frankfurt und wurde von Günter Eisinger trainiert.
Bei einer Körpergröße von 1,79 m hatte sie ein Wettkampfgewicht von 57 kg.

## Privates
Ariane Friedrich-Lange ist mit Bob-Olympiasieger André Lange verheiratet und beide leben mit der gemeinsamen Tochter (2014 geboren) in der Nähe von Erfurt in Thüringen.
Kontroverse um sexuelle Belästigung
Im April 2012 veröffentlichte Ariane Friedrich-Lange auf ihrer Facebookseite den vollen Namen und den Wohnort des Mannes, der ihr eine anzügliche E-Mail mit angehängtem Foto seines Geschlechtsteils geschickt hatte. Nach ihren Angaben habe sie sich das Bild aber nicht angesehen. Die Veröffentlichung sowie die daraufhin vorgenommene Hausdurchsuchung beim E-Mail-Versender lösten ein großes Medienecho aus. Besonders die behauptete Tatsache, dass sie als Polizistin eine Form der Selbstjustiz ausübe, wurde kritisiert. Im Juli 2012 gestand der Mann die sexuelle Belästigung. Er musste eine Strafe von 1050 Euro zahlen.